# Jacques Marchais Museum of Tibetan Art
Le musée Jacques Marchais d'art tibétain est un musée situé sur la colline résidentielle Lighthouse Hill à Egbertville, Staten Island, New York. Il abrite l’une des plus vastes collections d’artefacts himalayens des États-Unis.  Le musée a été créé par Jacques Marchais, (1887-1948), une femme américaine, pour servir de pont entre l’Occident et les riches traditions anciennes et culturelles du Tibet et de la région himalayenne.  Marchais a conçu son centre éducatif pour être une expérience globale: il a été construit pour ressembler à un monastère himalayen rustique avec de vastes jardins et terrains en terrasses et un étang de poissons et de lotus.  Le musée a été loué pour son authenticité par le Dalaï Lama, qui l’a visité en 1991.  En 2009, le site a été inscrit au registre de l’État de New York et au registre national des lieux historiques. Un écrivain du New York Times a fait référence à la fondatrice du musée sous le nom de Jacqueline Klauber, notant qu’elle utilisait Marchais comme nom professionnel. Jacques Marchais Coblentz est né en 1887 à Cincinnati dans l’Ohio. Après une carrière d’enfant actrice à Chicago, elle est allée à Boston et s’est mariée à l’âge de 16 ans, a eu trois enfants et a divorcé en 1910. Après un bref second mariage, elle a déménagé à New York, est retournée à la comédie et s’est associée à des personnes intéressées par les religions orientales et le bouddhisme. Vers 1920, elle épousa le propriétaire d’une usine chimique et ils vécurent dans la région rurale de Staten Island. Là, elle a commencé à collectionner. Elle ouvre une galerie d’art à Manhattan en 1938. En 1945, elle ouvre une bibliothèque de recherche à côté de chez elle à Staten Island. 
Marchais n’avait jamais visité le Tibet ou l’Himalaya, mais elle s’intéressait depuis toujours à la région et cherchait à trouver un foyer permanent pour sa collection. Le musée a officiellement ouvert ses portes en 1947. ] Le musée, sa collection et son histoire à Staten Island ont été relatés dans un livre du même nom et l’exposition du 60e anniversaire. 
Le musée n’a pas pu bénéficier de l’initiative du ministère des Transports visant à attirer du trafic vers les organisations culturelles de l’arrondissement via un nouveau programme de signalisation car il manque un parking dédié et en tant que tel, il reste quelque peu caché parmi les organisations culturelles de la ville de New York.  Les clubs cyclistes, cependant, ayant un stationnement plus facile, en font une destination.